# 朱由松
趙世子朱由松（？—1614年），明朝第七代趙王趙穆王朱常清的嫡第一子。他在萬曆十三年（1585年）受封趙世子，但未及襲封就在萬曆四十二年（1614年）去世，諡號不詳。
由於朱由松無子，因此其弟壽光昭敬王朱由桂的嫡長子朱慈𢣴在萬曆四十五年（1617年）嗣封趙王。